# Veilhof
Veilhof (nürnbergisch: Failhuf) ist ein Stadtteil der kreisfreien Stadt Nürnberg. Es bildet den Statistischen Bezirk 27. Veilhof zählte am 31. Dezember 1997 11.185 Einwohner.

## Lage
Veilhof liegt im Osten von Wöhrd. Der Statistische Bezirk hat Anteile an den Gemarkungen 3419 Gärten bei Wöhrd, 3458 Rennweg, 3464 Schoppershof und 3478 Wöhrd.

## Geschichte

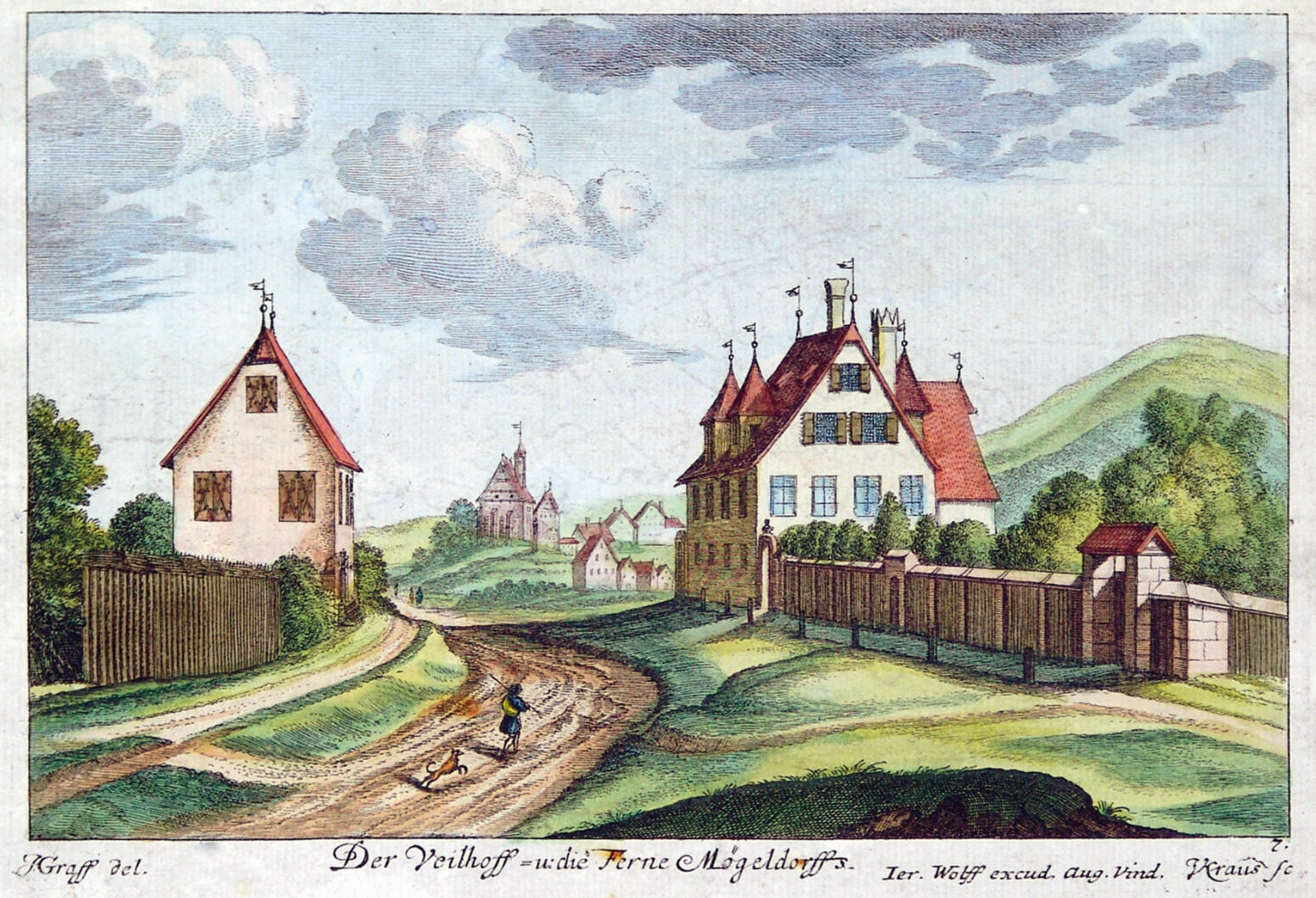
Blick von (Ober-)Veilhof in Richtung (Unter-)Veilhof und Mögeldorf, 1688

Der Ort wurde im Jahr 1449 als „Feielhoff“ erstmals schriftlich erwähnt. Das Bestimmungswort des Ortsnamens ist ‚veiol‘ (frühneuhochdeutsch für Veilchen), das auch als Bei- oder Übername einer Person bezeugt ist. In diesem Falle wäre es der Besitzer des Hofes. Zum Veilhof gehörten ursprünglich sechs Morgen Felder und ein Garten.
Mitte des 15. Jahrhunderts war der Veilhof von Wilhelm Rummel an Herdegen Tucher gelangt, der dort seit etwa 1460 eine Saigerhütte zur Gewinnung von Silber aus Kupfererzen betrieb. Wegen des enorm hohen Holzverbrauchs musste sie wie alle anderen im Nürnberger Gebiet ihren Betrieb 1469 einstellen. Herdegens Enkelin Helena Tucher brachte den Veilhof durch ihre Heirat 1513 ihrem Mann Christoph Kreß zu. Der Hof war um 1500 zu einem Festen Haus ausgebaut. Nach der Zerstörung des „burgerssytzles“ und der etwas hangabwärts an der Pegnitz gelegenen, 1507 errichteten Pulvermühle im Zweiten Markgrafenkrieg am 18. Mai 1552 wurde vermutlich bald wieder ein Neubau errichtet, der auf dem Nürnberger Rundprospekt von 1577/81 dargestellt ist. Als Besitzer folgten die Herel, 1621 die Imhoff. Ein Kupferstich von Johann Ulrich Krauß nach einer Vorlage von Johann Andreas Graff zeigt den Oberveilhof 1688 von der Westseite als repräsentatives zweigeschossiges Satteldachgebäude. Eine Federzeichnung um 1698 überliefert dagegen die Ansicht der Süd- und Ostseite sowie des Treppenturms noch mit Sichtfachwerk und nachträglich aufgesetzten Eckerkern. Jakob Christoph Joachim Imhoff (1754–1820) machte 1802 Konkurs. 1805 folgten die Brüder Martin Wilhelm und Johann Philipp von Neu. Vermutlich in den 1830er Jahren brannte das Herrenhaus ab.
Im 18. Jahrhundert bestand Veilhof aus drei Anwesen. Das Hochgericht übte die Reichsstadt Nürnberg aus, was aber vom brandenburg-bayreuthischen Oberamt Baiersdorf bestritten wurde. Grundherren in Oberveilhof waren das Zinsmeisteramt der Reichsstadt Nürnberg (1 Pulvermühle) und der Bürger Neu (1 Herrensitz). In Unterveilhof war Neu alleiniger Grundherr (1 Gut, 2 Häuser).
Von 1797 bis 1810 unterstand der Ort dem Justiz- und Kammeramt Erlangen. Im Rahmen des Gemeindeedikts wurden Ober- und Unterveilhof dem 1813 gebildeten Steuerdistrikt Erlenstegen und der im selben Jahr gegründeten Ruralgemeinde Erlenstegen zugeordnet. Mit dem Zweiten Gemeindeedikt (1818) wurden Ober- und Unterveilhof in die neu gebildete Ruralgemeinde Rennweg umgemeindet. Mit der Eingliederung des Ortes Rennweg in die Stadt Nürnberg im Jahr 1865 hieß die Ruralgemeinde Schoppershof. 1899 wurde diese nach Nürnberg eingemeindet.
Der frühere Leiter der Zeltnerschen Ultramarinfabrik, Thomas Leykauf, gründete mit einem Kompagnon auf dem Veilhof-Gelände 1841 eine Fabrik für Türkisch-Rot, die jedoch bereits 1854 ihren Betrieb einstellte. 1863 erwarb die 1824 von Karl von Raumer gegründete private Erziehungsanstalt für arme und verwahrloste Kinder, die bereits seit 1849 im so genannten Gürschingschen Garten untergebracht war, den Herrensitz und richtete in einem ehemaligen Manufakturgebäude das „Rettungshaus Veilhof“ ein. Nachdem dieses Bauwerk zu klein geworden war und den hygienischen Anforderungen nicht mehr entsprach, wurde es abgebrochen und 1902 durch einen Neubau ersetzt, der nach der Verlegung der Erziehungsanstalt nach Hilpoltstein 1922 von der evangelisch-lutherischen Landeskirche erworben und für ihr Predigerseminar genutzt wurde. Im Zweiten Weltkrieg stark beschädigt, wurde er 1948/52 verändert wiederhergestellt. Auf dem zugehörigen Gelände ist seit 1956 außerdem das Landeskirchliche Archiv untergebracht.

### Baudenkmäler
In Veilhof gibt es acht Baudenkmäler:
- Eisenbahnbrücke Veilhof
- Bartholomäusstraße 44: Wöhrder Friedhof mit Totengräberhaus, Aussegnungshalle und Friedhofsmauer
- Freytagstraße 1, 9, 11, Riehlstraße 4: Mietshäuser
- Veilhofstraße 34: Sebastian-Spital
- Veilhofstraße 38: Krankenhausbau zum Sebastian-Spital gehörig

### Einwohnerentwicklung
Oberveilhof
| Jahr      | 001818 | 001824 | 001836 | 001840 | 001861 | 001871 | 001885 |
| Einwohner | *44    | *60    | 28     | 28     | *46    | 18     | 78     |
| Häuser    | *13    | *7     | 4      | 4      |        |        | 5      |
| Quelle    | [ 11 ] | [ 8 ]  | [ 12 ] | [ 13 ] | [ 14 ] | [ 15 ] | [ 16 ] |

Unterveilhof
| Jahr      | 001818 | 001824 | 001836 | 001840 | 001861 | 001871 | 001885 |
| Einwohner | *44    | *60    | 29     | 29     | *46    | 115    | 152    |
| Häuser    | *13    | *7     | 3      | 3      |        |        | 12     |
| Quelle    | [ 11 ] | [ 8 ]  | [ 12 ] | [ 13 ] | [ 14 ] | [ 15 ] | [ 16 ] |

## Religion
Veilhof ist seit der Reformation evangelisch-lutherisch geprägt und war ursprünglich nach St. Jobst (Nürnberg) gepfarrt.

## Infrastruktur
Der Stadtteil liegt an der Nordseite des Wöhrder Sees. Zur Zeit (2012) entsteht zwischen Predigerseminar und Zentralfinanzamt ein Neubau des Landeskirchlichen Archivs der Lutherischen Kirche Bayern. An die Grundstücke der Kirche schließen sich die Feuerwache, die Musikhochschule sowie das Sebastiansspital an.